# Neubau (Wiener Bezirksteil)

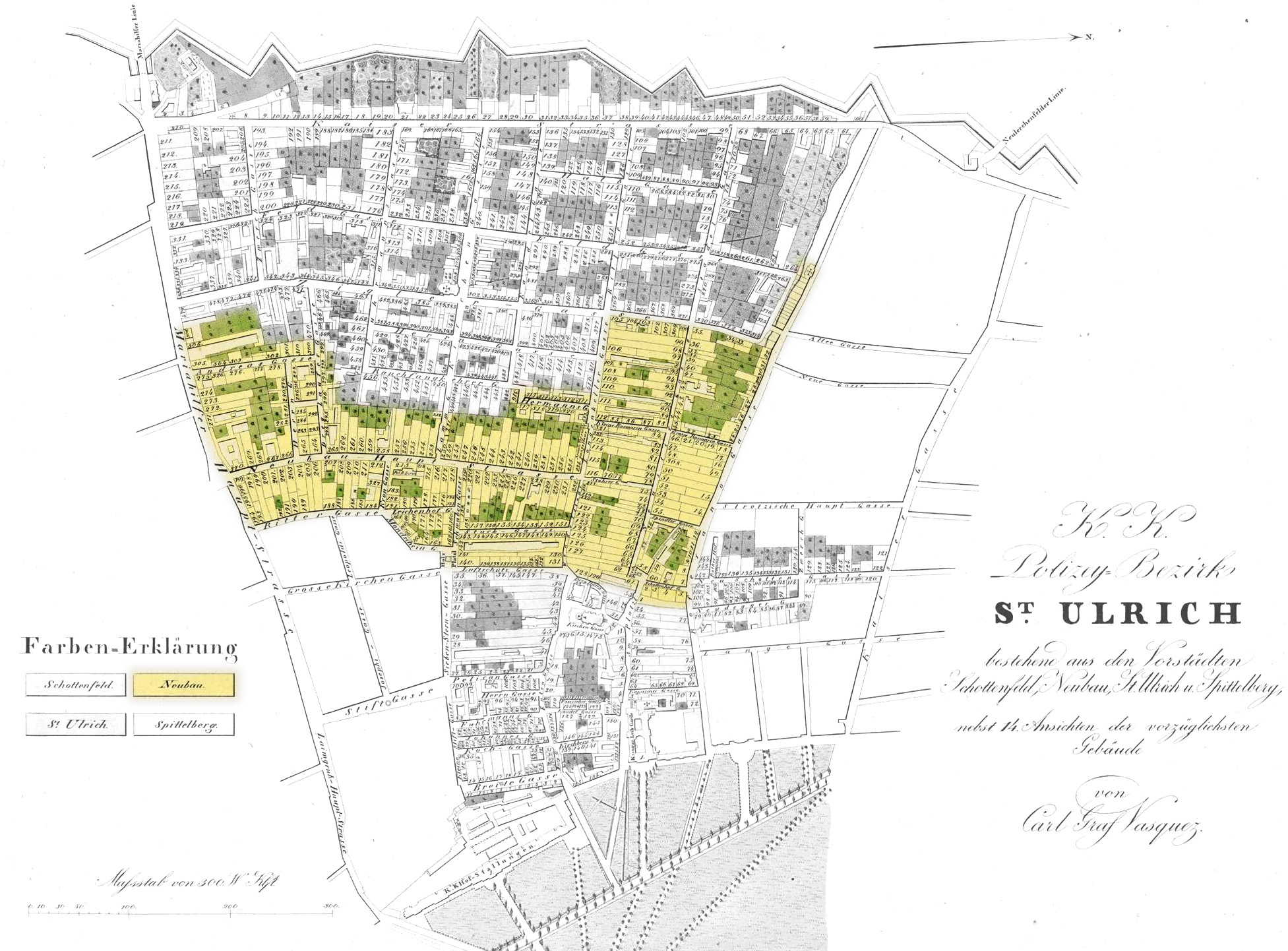
Neubau um 1830

Neubau ist ein historischer Stadtteil Wiens. Im Jahr 1850 wurde Neubau gemeinsam mit dem westlich anschließenden Schottenfeld und den östlich gelegenen Vorstädten Sankt Ulrich und Spittelberg zum neuen 7. Wiener Gemeindebezirk Neubau eingemeindet.
Ein großer Teil des Gebiets ist von der Stadt Wien als bauliche Schutzzone gleichen Namens definiert.